# District de Saint-Céré
Le district de Saint-Céré est une ancienne division territoriale française du département du Lot de 1790 à 1795.
Il était composé des cantons de Saint Ceré, Bretenoux, Grammat, Martel, Sarrazat, Souillac et Vayrac.